# إيرلنباخ
إيرلنباخ (بالألمانية: Erlenbach) هي إحدى بلديات مقاطعة مايلن في كانتون زيورخ في سويسرا. تبلغ مساحتها 2.97 كيلومتر مربع، ويقدر عدد سكانها بـ 5576 نسمة (حسب تعداد ديسمبر 2017).

## توأمة
لإيرلنباخ اتفاقيات توأمة مع كل من:
- Erlenbach im Simmental [الإنجليزية]‏
- إرلنباخ آم ماين